# Union sportive normande
L'Union sportive normande était un club omnisports français basé à Mondeville fondé en 1920 par la Société Normande de Métallurgie sous le nom du Groupe sportif Société Normande de Métallurgie. Elle disposait d'une section athlétisme, basket-ball, football et hockey sur gazon. Par la suite, les sections billard, préparation militaire, tennis de table et tir sont créées.
Après la guerre, il ne reste que quatre sections : athlétisme, basket-ball, football, et tir.
Le club disparait en fusionnant en 1991 avec l'Union sportive ouvrière Mondeville pour former l'Union sportive ouvrière normande de Mondeville.

## Historique

### La création
Le groupe sportif de la Société normande de métallurgie est fondé le 21 septembre 1920 à Mondeville. Il est destiné à la pratique de l'éducation physique, des sports et de la préparation militaire. Au départ, trois sports sont proposés aux membres de la SNM : le hockey, le basket et le football. Une section d'apprentissage du football est créée pour les enfants des ouvriers. Le 9 avril 1922, est constituée « la société de jeu de balle de la SNM » dont les membres sont « recrutés dans le personnel de la SNM ». L'équipe de football est composée en 1930 après qu'une équipe composée de polonais ait disputé quelques matchs amicaux. Le premier terrain où se disputent les matchs de football est situé sur le Plateau. Ce sont les joueurs qui construisent eux-mêmes les poteaux avec l'aide de la menuiserie de la SNM.
Le 1er juillet 1933, le groupe sportif devient l'Union sportive normande (USN). Le 12 novembre de la même année, son stade est inauguré sur le Plateau et porte ainsi le nom de stade du Plateau. Il dispose d'un terrain de football, d'une piste d'athlétisme de 400 mètres, d'un terrain de basket, d'un court de tennis et d'une tribune. Le match inaugural se joue contre le voisin du Stade Malherbe.

### Parcours sportif
Lors de sa première saison en 1933/1934, l'USN évolue en deuxième division de ligue de Normandie, en devient champion et rejoint donc la première division régionale la saison suivante. Le club joue la coupe de France et se fait battre en trente-deuxièmes de finale face au Red Star. Lors de la saison 1938-1938, l'équipe première termine cinquième de son championnat.
En 1940, le club remporte le critérium de Basse-Normandie face à l'Olympique Bas Normand de Cherbourg. Durant la guerre, le club réalise un exploit en coupe de France, se hissant en huitième de finale contre le Stade de Reims. Lors de l'édition suivante, le club tombe en seizième de finale contre le voisin du Stade Malherbe. En 1943-1944, le club évolue en championnat de France amateur, poule E et y décroche une troisième place. À l'issue de la saison 1945-1946, le club descend en Promotion de 1re Division de Basse-Normandie. Le club y stagne durant 6 ans. Le club accède à la promotion d'honneur (PH) en 1951-1952. Il se classe huitième la première saison, cinquième la seconde puis décroche le titre en 1954-1955. Cela lui permet d'accéder à la division d'honneur (DH) de la ligue de Normandie. L'équipe évolue ensuite entre la PH et la DH avant de se stabiliser en DH au début des années 1970. L'équipe termine deuxième en 1977-1972, troisième en 1972-1973 et premier en 1973-1974 lui permettant d'accéder à la troisième division professionnelle dans le groupe ouest. Cette accession permet au club de jouer contre le Stade Malherbe et de déplacer les foules au stade du plateau : lors de la saison 1974-1975, 5 683 spectateurs sont présents. Au match retour, ils sont 6 197 au stade de Venoix. Lors de la saison 1977-1978, le club termine à la deuxième place du championnat mais seule la première équipe accédait en deuxième division. Le club se maintient jusqu'en 1981 où il termine quinzième du championnat. À partir de cette date, le club reste en quatrième division groupe B jusqu'en 1991, année de la fusion avec l'USO Mondeville.

## Palmarès
- Division 3 Ouest
  - Vice-Champion : 1978

- DH Normandie
  - Champion : 1946, 1962, 1974
  - Vice-Champion : 1954, 1958, 1968, 1972

- PH Normandie
  - Champion : 1953

- 1re Division Normandie
  - Champion : 1937

- Coupe de Basse-Normandie
  - Vainqueur : 1988
  - Finaliste : 1937, 1956, 1980

## Ancien joueur
- Marcel Leperlier (joueur à partir de 1937, puis entraîneur)
- Michel Hidalgo (1946 - 1952)
- Daniel Druda
- Nasser Larguet

## Bilan saison par saison
| Saisons   | Division                  | Place | Points | Matchs Joués | Victoires | Nuls | Défaites | Buts marqués | Buts encaissés | Différence | Coupe de France |
| --------- | ------------------------- | ----- | ------ | ------------ | --------- | ---- | -------- | ------------ | -------------- | ---------- | --------------- |
| 1943-1944 | CFA groupe E              | 3     |        |              |           |      |          |              |                |            |                 |
| 1944-1945 | CFA groupe E              |       |        |              |           |      |          |              |                |            |                 |
| 1945-1946 | Promotion 1re division BN | 1     |        |              |           |      |          |              |                |            |                 |
| 1946-1947 | PH Normandie              | 8     | 32     | 18           | 3         | 8    | 7        | 21           | 25             | -4         |                 |
| 1947-1948 | PH Normandie              | 6     | 36     | 18           | 6         | 6    | 6        | 25           | 25             | 0          |                 |
| 1948-1949 | PH Normandie              | 7     | 34     | 18           | 6         | 4    | 8        | 24           | 27             | -3         |                 |
| 1949-1950 | PH Normandie              | 9     | 0      | 0            | 0         | 0    | 0        | 0            | 0              | 0          |                 |
| 1950-1951 | PH Normandie              | 7     | 41     | 22           | 0         | 0    | 0        | 49           | 57             | -8         |                 |
| 1951-1952 | PH Normandie              | 11    | 38     | 22           | 0         | 0    | 0        | 28           | 45             | -17        |                 |
| 1952-1953 | PH Normandie              | 1     |        |              |           |      |          |              |                |            |                 |
| 1953-1954 | DH Normandie              | 2     | 55     | 22           | 15        | 3    | 4        | 53           | 21             | 32         |                 |
| 1954-1955 | DH Normandie              | 4     | 52     | 24           | 11        | 6    | 7        | 44           | 23             | 21         |                 |
| 1955-1956 | DH Normandie              | 3     | 48     | 22           | 0         | 0    | 0        | 38           | 32             | 6          |                 |
| 1956-1957 | DH Normandie              | 5     | 50     | 24           | 0         | 0    | 0        | 35           | 28             | 7          |                 |
| 1957-1958 | DH Normandie              | 2     | 54     | 24           | 0         | 0    | 0        | 47           | 26             | 21         |                 |
| 1958-1959 | DH Normandie              | 6     | 43     | 22           | 0         | 0    | 0        | 23           | 25             | -2         |                 |
| 1959-1960 | DH Normandie              | 8     | 41     | 22           | 6         | 7    | 9        | 25           | 31             | -6         |                 |
| 1960-1961 | DH Normandie              | 8     | 51     | 26           | 10        | 5    | 11       | 39           | 42             | -3         |                 |
| 1961-1962 | DH Normandie              | 1     | 61     | 24           | 16        | 5    | 3        | 42           | 15             | 27         |                 |
| 1962-1963 | CFA Nord                  | 12    | 14     | 24           | 4         | 6    | 14       | 24           | 58             | -34        |                 |
| 1963-1964 | DH Normandie              | 6     | 44     | 22           | 7         | 8    | 7        | 37           | 35             | 2          |                 |
| 1964-1965 | DH Normandie              | 3     | 38     | 18           | 7         | 6    | 5        | 20           | 17             | 3          |                 |
| 1965-1966 | DH Normandie              | 5     | 44     | 22           | 8         | 6    | 8        | 36           | 34             | 2          |                 |
| 1966-1967 | DH Normandie              | 9     | 40     | 22           | 7         | 4    | 11       | 28           | 30             | -2         |                 |
| 1967-1968 | DH Normandie              | 2     | 50     | 22           | 12        | 4    | 6        | 38           | 28             | 10         |                 |
| 1968-1970 | DH Normandie              | 7     | 42     | 22           | 8         | 4    | 10       | 29           | 38             | -9         |                 |
| 1969-1970 | DH Normandie              | 7     | 41     | 22           | 8         | 3    | 11       | 28           | 33             | -5         |                 |
| 1970-1971 | DH Normandie              | 6     | 45     | 22           | 9         | 5    | 8        | 45           | 32             | 13         |                 |
| 1971-1972 | DH Normandie              | 2     | 51     | 22           | 13        | 3    | 6        | 39           | 24             | 15         |                 |
| 1972-1973 | DH Normandie              | 3     | 48     | 22           | 10        | 6    | 6        | 29           | 16             | 13         |                 |
| 1973-1974 | DH Normandie              | 1     | 54     | 22           | 13        | 6    | 3        | 40           | 14             | 26         |                 |
| 1974-1975 | Division 3 groupe Ouest   | 7     | 33     | 30           | 12        | 9    | 9        | 31           | 27             | 4          |                 |
| 1975-1976 | Division 3 groupe Ouest   | 13    | 25     | 30           | 8         | 10   | 12       | 37           | 46             | -9         |                 |
| 1976-1977 | Division 3 groupe Ouest   | 12    | 27     | 30           | 8         | 11   | 11       | 37           | 49             | -12        |                 |
| 1977-1978 | Division 3 groupe Ouest   | 2     | 38     | 30           | 16        | 6    | 8        | 50           | 35             | 15         |                 |
| 1978-1979 | Division 3 groupe Ouest   | 8     | 33     | 30           | 12        | 9    | 9        | 34           | 33             | 1          |                 |
| 1979-1980 | Division 3 groupe Ouest   | 12    | 29     | 30           | 9         | 11   | 10       | 31           | 42             | -11        |                 |
| 1980-1981 | Division 3 groupe Ouest   | 15    | 22     | 30           | 7         | 8    | 15       | 26           | 47             | -21        |                 |
| 1981-1982 | Division 4 groupe B       | 3     | 32     | 26           | 13        | 6    | 7        | 36           | 30             | 6          |                 |
| 1982-1983 | Division 4 groupe B       | 7     | 27     | 26           | 10        | 7    | 9        | 29           | 22             | 7          |                 |
| 1983-1984 | Division 4 groupe B       | 6     | 28     | 26           | 10        | 8    | 8        | 26           | 23             | 3          |                 |
| 1984-1985 | Division 4 groupe B       | 11    | 22     | 26           | 7         | 8    | 11       | 28           | 28             | 0          |                 |
| 1985-1986 | Division 4 groupe B       | 11    | 23     | 26           | 8         | 7    | 11       | 27           | 38             | -11        |                 |
| 1986-1987 | Division 4 groupe B       | 11    | 20     | 26           | 5         | 10   | 11       | 19           | 28             | -9         |                 |
| 1987-1988 | Division 4 groupe B       | 8     | 26     | 26           | 8         | 10   | 8        | 26           | 26             | 0          |                 |
| 1988-1989 | Division 4 groupe B       | 11    | 22     | 26           | 6         | 10   | 10       | 24           | 32             | -8         |                 |
| 1989-1990 | Division 4 groupe B       | 12    | 18     | 26           | 5         | 8    | 13       | 20           | 35             | -15        |                 |
| 1990-1991 | Division 4 groupe B       | 14    | 9      | 26           | 2         | 5    | 19       | 17           | 48             | -31        |                 |